# Diócesis de Penang
La diócesis de Penang (en latín: Dioecesis Pinangen(sis), en malayo: Keuskupan Roman Katolik Pulau Pinang y en inglés: Roman Catholic Diocese of Penang) es una circunscripción eclesiástica latina de la Iglesia católica en Malasia, sufragánea de la arquidiócesis de Kuala Lumpur. La diócesis tiene al obispo Sebastian Francis como su ordinario desde el 7 de julio de 2012. 

## Territorio y organización
La diócesis tiene 46 855 km² y extiende su jurisdicción sobre los fieles católicos de rito latino residentes en los estados de Perlis, Kedah, Penang, Perak y Kelantan.
La sede de la diócesis se encuentra en la ciudad de George Town, en donde se halla la Catedral del Espíritu Santo y la excatedral de Nuestra Señora de la Asunción. En Bukit Mertajam se encuentra la basílica menor de Santa Ana.
En 2019 en la diócesis existían 29 parroquias.

## Historia

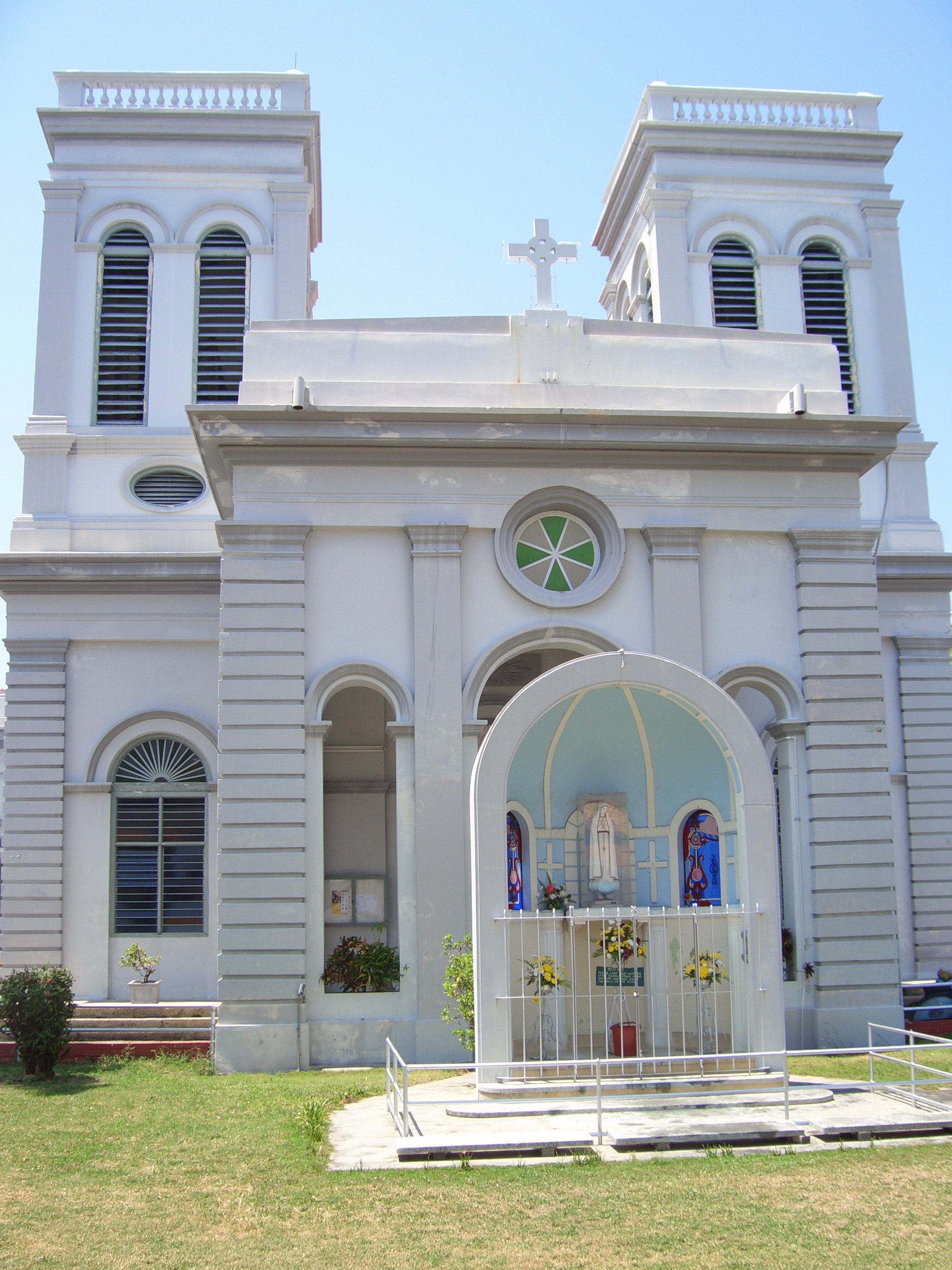
La excatedral de Nuestra Señora de la Asunción

La diócesis fue erigida el 25 de febrero de 1955 con la bula Malacensis archidioecesis del papa Pío XII, obteniendo el territorio de la entonces arquidiócesis de Malaca.

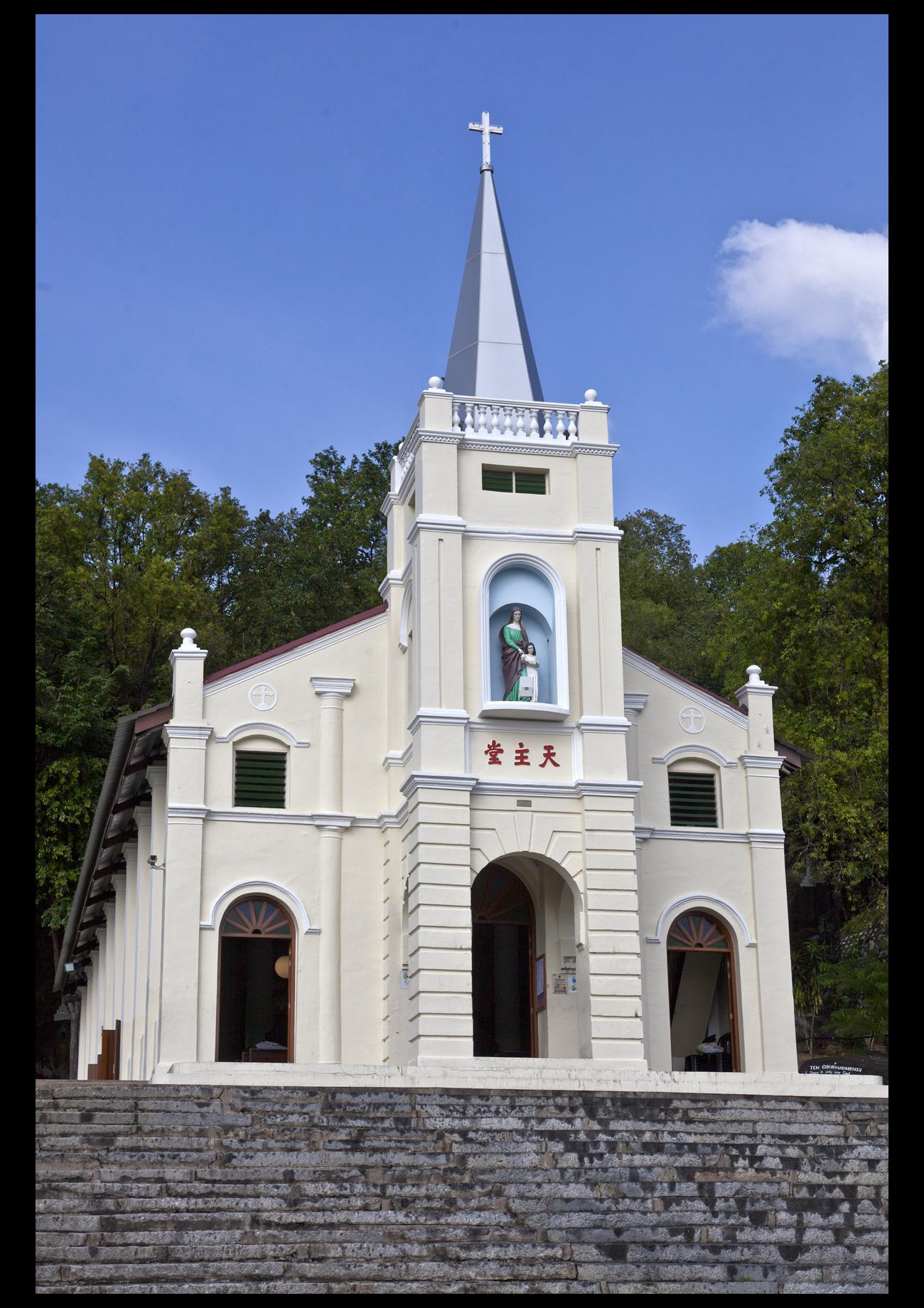
Basílica de Santa Ana

## Estadísticas
De acuerdo al Anuario Pontificio 2020 la diócesis tenía a fines de 2019 un total de 59 000 fieles bautizados.
| Año                                                                             | Población            | Población | Población      | Sacerdotes | Sacerdotes    | Sacerdotes    | Bautizados por sacerdote | Diáconos permanentes | Religiosos | Religiosos | Parroquias |
| Año                                                                             | Bautizados católicos | Total     | % de católicos | Total      | Clero secular | Clero regular | Bautizados por sacerdote | Diáconos permanentes | Varones    | Mujeres    | Parroquias |
| ------------------------------------------------------------------------------- | -------------------- | --------- | -------------- | ---------- | ------------- | ------------- | ------------------------ | -------------------- | ---------- | ---------- | ---------- |
| 1970                                                                            | 59 865               | 4 129 130 | 1.4            | 69         | 63            | 6             | 867                      |                      | 110        | 175        |            |
| 1980                                                                            | 65 100               | 5 131 000 | 1.3            | 65         | 55            | 10            | 1001                     |                      | 53         | 161        | 31         |
| 1990                                                                            | 66 280               | 6 150 000 | 1.1            | 48         | 41            | 7             | 1380                     |                      | 37         | 143        | 31         |
| 1999                                                                            | 69 321               | 6 000     | 1.2            | 40         | 37            | 3             | 1733                     |                      | 17         | 106        | 28         |
| 2000                                                                            | 64 605               | 6 000     | 1.1            | 43         | 41            | 2             | 1502                     |                      | 16         | 93         | 28         |
| 2001                                                                            | 65 837               | 6 315 524 | 1.0            | 41         | 39            | 2             | 1605                     |                      | 9          | 90         | 28         |
| 2002                                                                            | 69 600               | 6 455 000 | 1.1            | 43         | 40            | 3             | 1618                     |                      | 9          | 96         | 28         |
| 2003                                                                            | 70 140               | 6 600 000 | 1.1            | 44         | 39            | 5             | 1594                     |                      | 13         | 106        | 28         |
| 2004                                                                            | 65 100               | 6 600 000 | 1.0            | 44         | 39            | 5             | 1479                     |                      | 12         | 97         | 28         |
| 2010                                                                            | 65 000               | 5 740 000 | 1.1            | 41         | 34            | 7             | 1585                     |                      | 16         | 82         | 28         |
| 2013                                                                            | 66 415               | 6 053 000 | 1.1            | 42         | 35            | 7             | 1581                     |                      | 11         | 82         | 28         |
| 2016                                                                            | 55 737               | 7 063 290 | 0.8            | 42         | 32            | 10            | 1327                     | 1                    | 14         | 83         | 29         |
| 2019                                                                            | 59 000               | 7 156 000 | 0.8            | 47         | 37            | 10            | 1255                     | 3                    | 15         | 68         | 29         |
| Fuente: Catholic-Hierarchy, que a su vez toma los datos del Anuario Pontificio. |                      |           |                |            |               |               |                          |                      |            |            |            |

## Episcopologio
- Francis Chan † (25 de febrero de 1955-20 de diciembre de 1967 falleció)
- Gregory Yong Sooi Ngean † (9 de abril de 1968-3 de febrero de 1977 nombrado arzobispo de Singapur)
- Anthony Soter Fernandez † (29 de septiembre de 1977-2 de julio de 1983 nombrado arzobispo de Kuala Lumpur)
- Anthony Selvanayagam (2 de julio de 1983-7 de julio de 2012 retirado)
- Sebastian Francis, desde el 7 de julio de 2012